# Thutob Namgyal
Thutob Namgyal (sikkimais : མཐུ་སྟོབས་རྣམ་རྒྱལ་ ; Wylie : mthu-stobs rnam-rgyal), né en 1860, décédé le 11 février 1914 est le dirigeant chogyal (monarche) du Sikkim, entre 1874 et 1914. 

### Lienx externes
- Notices d'autorité :   - VIAF
  - ISNI
  - GND